# RATAN-600

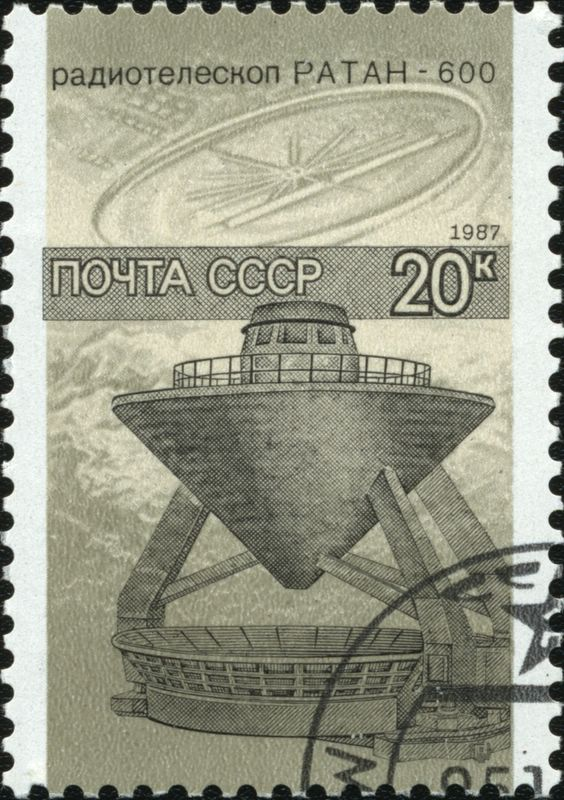
Um dos refletores cônicos secundários do RATAN-600 em um selo postal da URSS de 1987

O RATAN-600 (em russo:  РАТАН-600 – радиоастрономический телескоп Академии наук – 600, um acrônimo para a "Academia de Ciências Radiotelescópio - 600") é um radiotelescópio em Zelkessachuks, Karachay-Cherkessia, Rússia. É composto por um círculo de 576 m de diâmetro de refletores de rádio retangulares e um conjunto de refletores e receptores secundários, baseados a uma altitude de 970 m. Cada um dos 895 refletores de 2 × 7,4 m pode ser inclinado para refletir as ondas de rádio de entrada em direção a um espelho secundário cônico central ou a um dos cinco cilindros parabólicos. Cada refletor secundário é combinado com uma cabine de instrumentação contendo vários receptores e instrumentos. O efeito geral é o de uma antena parcialmente direcionável com um poder de resolução máximo de um prato de quase 600 m de diâmetro, ao usar o receptor cônico central, tornando-o o radiotelescópio individual de maior diâmetro do mundo

## Modos operacionais
O telescópio pode operar em três modos:
- Sistema de dois espelhos: Um setor do anel direciona as ondas para o espelho cilíndrico secundário que as direciona para os receptores.
- Sistema de três espelhos: O espelho plano linear reflete as ondas para o setor sul do anel, que as focaliza em um secundário cilíndrico, que as reflete nos receptores. Este é um sistema de espelhos de periscópio do tipo Kraus.
- Anel inteiro: Para observações próximas ao zênite, o anel inteiro pode ser usado, junto com o espelho secundário cônico e seus receptores.

São possíveis observações independentes simultâneas em vários azimutes discretos. Para isso, um setor do anel é acoplado a uma das unidades espelho-receptor secundárias, que podem ser posicionadas em trilhos, enquanto outro setor, em conjunto com outro espelho secundário, é utilizado de forma semelhante para uma observação independente.

Comparação dos radiotelescópios Arecibo (topo), FAST (meio) e RATAN-600 (baixo) na mesma escala

## Especificações ópticas
Ele tem um poder de resolução no plano horizontal de 1 minuto de arco. A um comprimento de onda de 8 cm (3,75 GHz), a área de coleta efetiva de todo o anel é de 1 000 metros quadrados (11 000 pés quadrados), o que é 0,33% do esperado de um refletor completamente cheio deste tamanho.

## Telescópio de trânsito
O RATAN-600 é operado principalmente como um telescópio de trânsito, no qual a rotação da Terra é usada para varrer o foco do telescópio através do objeto de observação. As observações de radiofrequência podem ser feitas na faixa de frequência de 610 MHz a 30 GHz, embora principalmente na faixa de frequência centimétrica, com uma resolução angular de até 2 segundos de arco. A observação do Sol em comprimentos de onda de rádio, em particular da coroa solar, tem sido um foco de longa data do programa científico do RATAN-600. Também contribuiu para a observação de rádio para o projeto SETI. O RATAN-600 não sofreu com os persistentes problemas técnicos do vizinho BTA-6, e geralmente tem alta demanda desde o início das operações em meados de 1974.

## Sinal candidato SETI
Em 15 de maio de 2015, às 18h01min15,65 horário sideral, RATAN-600 detectou um sinal forte (0,75 jansky) da direção de HD164595. Mais especificamente, a intensidade do sinal aumentava e diminuía à medida que o telescópio fazia uma panorâmica de uma forma que se aproximava do que seria esperado de uma fonte distante. Como o comprimento de onda curto (2,7 cm, ou 11 GHz, na banda X) é incomum para uma fonte natural dessa energia, depois que os pesquisadores anunciaram o sinal no final de agosto de 2016 (na forma de um pedido de observações de acompanhamento) houve uma onda de entusiasmo que poderia ser um candidato SETI. Claro, a mesma aparência artificial também torna uma fonte terrestre provável. Como o sinal está em uma banda de frequência alocada para uso militar, ele pode ter se originado de um satélite de reconhecimento secreto. Após uma análise mais aprofundada, e uma falha de outros observatórios em corroborar o sinal, o Observatório Astrofísico Especial concluiu que era provavelmente de origem terrestre.
Mas era mais provável que fosse o downlink de um satélite, mas classificado.

## Galeria

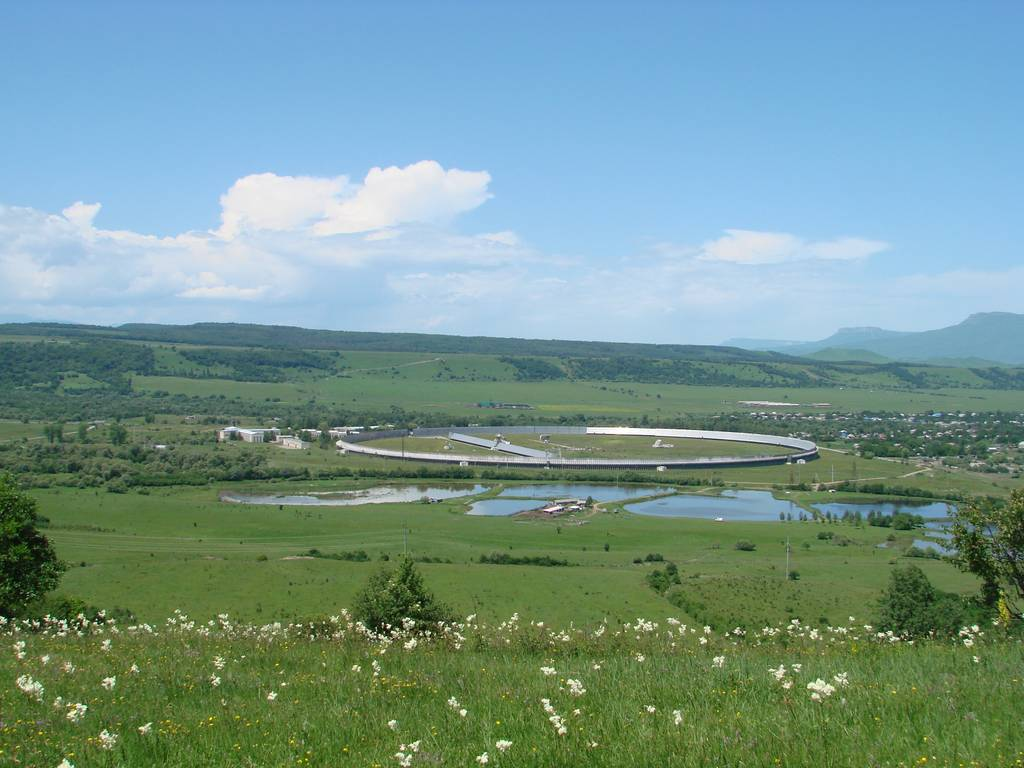
Foto do RATAN-600 em seu ambiente
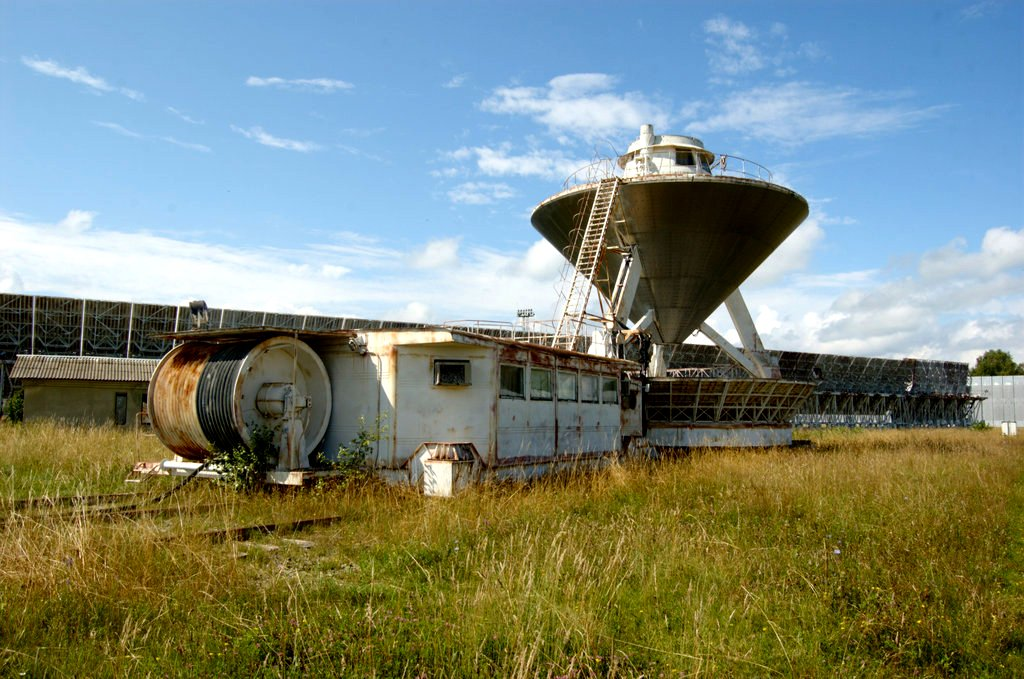
Um dos refletores cônicos secundários do RATAN-600
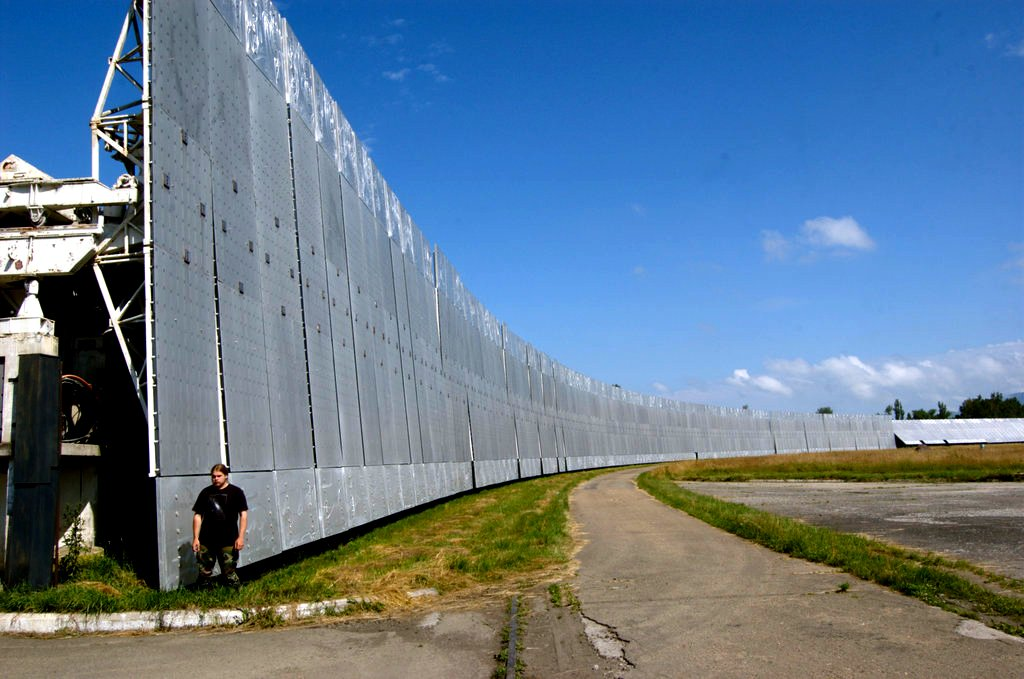
Placas refletoras, medindo 11,4 m × 2,0 m